# فولکلور اسلاوی
فولکلور اسلاوی (به انگلیسی: Slavic Folklore) شامل فولکلور مردم اسلاو از اولین پیشینهٔ ثبت شدهٔ آنها تا به امروز است. فولکلورشناس‌ها آثار مختلفی را منتشر کرده‌اند که به‌طور خاص بر این موضوع متمرکز شده‌اند.

## یادداشت
1. ↑  به عنوان مثال، کونوننکو (Kononenko) (۲۰۰۷ میلادی) را ببینید.